# Лосада, Икер
И́кер Лоса́да Арагу́нде (исп. Iker Losada Aragunde; родился 1 августа 2001, Катойра, Испания) — испанский футболист, правый нападающий клуба «Реал Бетис».

## Клубная карьера
Лосада — воспитанник клуба «Сельта». 17 августа 2019 года в матче против мадридского «Реала» он дебютировал в Ла Лиге. В этом же поединке Икер забил свой первый гол за «Сельту».